# Магифренический синдром
Магифрени́ческий синдро́м (магифрени́я) — выделяемое некоторыми исследователями расстройство адаптации, при котором в мышлении начинают преобладать идеи и представления магического содержания, противоречащие научным представлениям.
По мнению российских исследователей, магифрения является массовым явлением и широко распространена в обществе. Выражались сомнения в правомерности выделения синдрома на основании содержания болезненных идей, а не клинико-психопатологических признаков, однако в социальной психиатрии выделение такого понятия полезно, так как имеются важные общие закономерности возникновения, развития и распространения магифрении. Высказывались также оценки, что «пандемия оккультизма» наносит существенный ущерб обществу и что предупреждение «массовой магифренизации населения» является одной из важных задач охраны общественного здоровья. Данный синдром отсутствует в современных психиатрических классификаторах (как в Международной классификации болезней 10-го и 11-го выпуска, так и в американском Диагностическом и статистическом руководстве по психическим расстройствам DSM-5).

## Клиническая картина
На непатологическом (психологическом) уровне магическое мышление имеет характер стойкого заблуждения. Оно может быть также способом переработки стресса. На клиническом уровне развития заболевания магифрения становится психопатологическим явлением, приобретая характер сверхценных либо доминирующих идей, которые крайне трудно поддаются коррекции в связи с их высокой эмоциональной насыщенностью и тесной связью с патологически изменённой личностью.
Развитие магифрении начинает определять поведение, установки и весь уклад жизни больного. Он начинает верить в религию, включая христианство и ислам, посещать колдунов, экстрасенсов, астрологов, целителей и подобных им деятелей, строить жизнь по их рекомендациям. Может развиться болезненное отношение к здоровью, проявляющееся в самоизнурении различными диетами, физическими и психическими тренировками, имеющими иррациональный характер. Некоторые фанатично погружаются в мир различных эзотерических учений либо становятся участниками сект и НРД.
Больные выпадают из обычной жизни — как личной, так и общественной, зачастую бросают семью, теряют работу, становятся участниками или жертвами противоправных действий своих наставников. Кроме того, «помощь» знахарей и других оккультных деятелей часто приносит тяжёлый вред здоровью по причине отказа от своевременной медицинской помощи.

## Диагностика
Основными диагностическими критериями магифрении являются:
- расстройство мышления в форме сверхценных (доминирующих, бредоподобных) идей мистического содержания;
  - эмоциональная насыщенность мистических убеждений;
  - полное или почти полное отсутствие критики к ним;
- резкое сужение круга интересов за пределами доминирующей идеи, а также социальных контактов, которые ограничиваются разделяющими эти идеи лицами;
- изменение привычного жизненного стереотипа;

при отсутствии слабоумия и заболеваний психотического спектра.

## Причины заболевания
К числу предпосылок возникновения магифренического синдрома относятся:
- Стрессы социальных изменений — дистрессы, связанные с радикальными и масштабными переменами в жизни общества, способными вызвать дезадаптацию у отдельных людей, социальных групп и даже в обществе в целом.
- Тенденция к иррациональному восприятию действительности и переходу к архаическим формам мышления[5], связанная с переходом от тоталитарной идеологии к демократической и кардинальными изменениями в картине мира за короткий промежуток времени.
- Образование в обществе «экзистенциального вакуума» — утрата смыслообразующих ценностей, вследствие потери позиций догматической идеологией материализма. При этом новых идеалов и символов не возникло, что привело к резкому повышению интереса ко всему иррациональному и мистическому.

Эти предпосылки могут реализоваться и перейти в стадию заболевания под влиянием криминальных факторов (мошенничество под видом оказания той или иной помощи людям — в укреплении здоровья или лечении болезней, в решении разнообразных личных и социально-бытовых проблем). Разнообразные ясновидящие, гадалки, колдуны, экстрасенсы, маги, астрологи, и бо́льшая часть «народных целителей» приписывают себе необыкновенные способности, якобы основывающиеся на «неизвестных науке явлениях», и активно убеждают людей в их существовании.
Носителями и распространителями магифрении являются также психически больные, имеющие соответствующую, «магическую», фабулу бреда в составе основного заболевания. Однако они могут оказывать влияние на здоровых людей только тогда, когда их начинают использовать в преступных целях или в рамках деятельности тоталитарных сект и деструктивных культов.

### Факторы риска
Развитию магифренического синдрома могут способствовать следующие особенности личности:
- полученное в детстве авторитарное воспитание;
- низкая самооценка;
- гипертрофированная потребность в самоутверждении;
- ограниченные способности к анализу и самоанализу;
- преобладание невротических механизмов психологической защиты с ригидной гиперкомпенсацией и фиксацией на одной идее;
- зависимые, истерические и тревожные акцентуации личности;
- низкий уровень интеллекта.

## Критика
Магифренический синдром как отдельная нозологическая единица не выделяется в современных медицинских классификациях. Как отмечает профессор Жмуров В. А., суеверия, страх неких потусторонних сил и архаический бред с точки зрения психопатологии некорректно объединять в один синдром. Психопатологические феномены следует различать по клинико-психопатологическим признакам, а не содержанию.